# دهستان دهکهان
دهستان دهکهان، یکی از دهستان‌های بخش مرکزی شهرستان کهنوج در استان کرمان ایران است. مرکز این دهستان، روستای بارگاه علیا است.

## جمعیت
بر پایه سرشماری عمومی نفوس و مسکن در سال ۱۳۹۵، جمعیت دهستان دهکهان برابر با ۳٬۶۱۰ نفر بوده است.